# Kiustendil
Kiustendil (en búlgar: Кюстендил; en otomà: Küstendil; en turc: Köstendil; en serbi: Čustendil) és una ciutat de l'oest de Bulgària capital de la província de Kiustendil a la part sud de la vall de Kiustendil a uns 90 km al sud-oest de Sofia. Té una població de 58.059 habitants (2005). Porta el seu nom del senyor medieval de la regió, Constantí Dragaš. Fou sandjak sota els otomans.

## Història
Fou un petit establiment traci fundat al segle V o IV aC. Sota els romans l'establiment es va desenvolupar i al segle I era un nus comercial i balneari de certa importància anomenat Pautàlia (Pautalia) de la que s'han fet excavacions al segle XX posant a la llum importants vestigis.
Al segle IV es va construir la fortalesa d'Hisarlaka però al caps d'uns segles apareix sota el nom eslau de Velbazhd o Vezbuzhd (Велбъжд, que vol dir "camell"), en una carta romana d'Orient del 1019. Era llavors un centre administratiu i religiós. Sota Kaloyan de Bulgària, la població va esdevenir part del segon imperi búlgar.

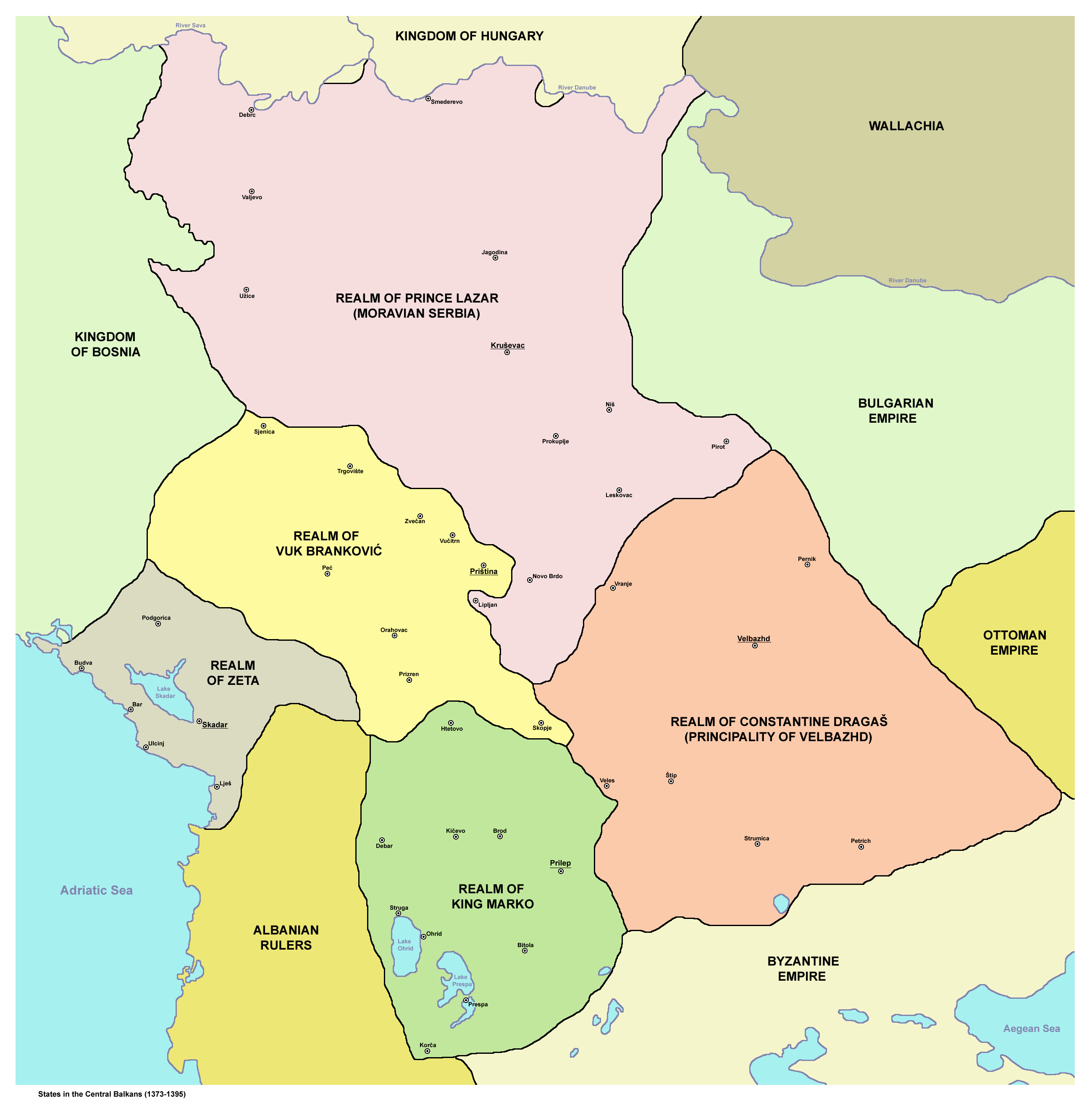
principat de Constantí i els principats veïns

El 1330 es va lliurar a la rodalia la batalla de Velbazhd entre els búlgars del tsar Miquel IV Shishman I i els serbis d'Esteve Uroš III Dečanski, i la regió va quedar sota domini serbi. Vers 1355 Velbazhd i tota la regió va quedar dins el principat feudal serbi de Velbazhd governat pel dèspota Deyan o Dejan.
A la part final del segle xiv la regió estava governada per Constantí Dragaš, fill i successor (vers 1379) del senyor serbi Dejan; els otomans van conquerir les fortaleses estratègiques de Ikhtiman i Samakov i el 1371/1372 Constantí va acceptar la sobirania otomana. El príncep es va casar amb Helena, filla del tsar búlgar Ivan Alexandre i van tenir una filla que fou l'esposa de l'emperador Manuel II Paleòleg (1391-1425). Constantí hauria mort com a vassall otomà a la batalla de Rovine del 1395, lluitant al costat de Baiazet I contra els valacs; no va deixar successor mascle. Al monestir de Porgonovo a la vall de l'Erme, a Macedònia del Nord, situat al nord-oest de la ciutat de Kiustendil, es conserva el record del príncep i la seva esposa. El principat incloïa les ciutats de Štip, Radomir, Petrič, Melnik, Vranje i les mines d'argent de Kratovo, situades avui en una comarca repartida entre Macedònia del Nord (abans Iugoslàvia) i Bulgària, i a la mort del príncep va esdevenir un sandjak: Kostadin-ili (Terra de Constantí). A la pujada al tron de Murad II la població local búlgara es va revoltar, i es diu que Velbuzhd va haver de ser reconquerida pels turcs i després la fortalesa desmantellada; la població fou traslladada a diversos pobles de la comarca. Una nova vila fou fundada llavors pels otomans, fortificada i amb una mesquita al centre, un caravanserrall i una escola; la nova població es va dir Ilidja-i Küstendil o Ilidj. (en eslau Konstatinova Banja o Velbužka Banja).
Al segle xv s'hi van instal·lar molts colons turcs procedents de l'Àsia Menor i el beglerbegi de Rumèlia, Khadim Sulayman Pasha, va edificar la gran mesquita amb cúpula i dos banys públics i va construir un aqüeducte que portava aigua des de Bogoslov a 15 km; al segle xvi, cens del 1519, eren 640 famílies mentre els cristians s'estimaven en 56.988 famílies a tot el sandjak. La ciutat pròpia tenia el 1519 unes 293 famílies turques musulmanes a més d'uns 60 solters, mentre que les famílies cristianes només eren 47, 6 solters i 8 vídues, o sigui en total uns 1800 habitants. Per aquest temps (1499) la va visitar el viatger renà Arnold van Harff que descriur el palau on el sultà guardava algunes de les seves dones.
La població va créixer ràpid. El 1559 un viatger italià diu que tenia unes mil cases (de 5 a 8 mil habitants, però probablement menys), i diverses mesquites i banys i que la població era quasi totalment turca amb alguns jueus. Al cens del 1573 tenia 623 famílies musulmanes, 90 solters, 84 famílies cristianes, 28 solters i 14 vídues, i 4 famílies jueves, és a dir una població d'uns quatre mil habitants. La gran mesquita d'Ahmed Beg es va construir el 1575-1576. Al segle xvii el creixement es va aturar en part a causa dels terratrèmols de 1585 i de 1641. Ewliya Celebi que la va visitar el 1660/1661 diu que tenia unes 1100 cases i dona detalls sobre diversos edificis. (mesquites, tres madrasses, cinc tekkes, sis escoles, i dotze termes).
El 1690 la ciutat fou ocupada per un exèrcit austríac manat per Antonio Valeri Žič, i la població musulmana es va reduir considerablement. Llavors es van construir unes muralles amb torres i les fortificacions de la ciutadella foren restaurades, sota la direcció de l'holandès Harrewyn. La ciutat va tornar al domini otomà després de l'ocupació austríaca.
Després de ser sandjak dins a Rumèlia ho fou dins les wilayes de Bitola de Niš. Finalment va ser un kaza del sandjak de Sofia fins a la creació del principat de Bulgària el 1878. El 1807 tenia 7000 habitants, que afegint els cristians serien en realitat 9000. Tenia 16 mesquites, tres madrasses i 16 tekkes. El 1878 els habitants musulmans van emigrar en massa i foren substituïts per búlgars, i el 1890 tenia 10.689 habitants dels que només 581 eren turcs. El 1908 encara tenia 10 establiments termals però el 1979 ja només en quedava un. La població turca ha desaparegut virtualment.

## Clima
| Меsos                 | Gener | Febrer | Març | Abril | Maig | Juny | Juliol | Аgost | Setembre | Оctubre | Novembre | Desembre | Total |
| --------------------- | ----- | ------ | ---- | ----- | ---- | ---- | ------ | ----- | -------- | ------- | -------- | -------- | ----- |
| Temperatura mitjana   | 0,1   | 1,7    | 6,0  | 12,1  | 18,0 | 21,0 | 23,3   | 23,5  | 19,0     | 13,8    | 5,6      | 0,7      | 12,0  |
| Temperatures màximes  | 4,9   | 7,5    | 13,4 | 18,3  | 23,6 | 27,1 | 30,1   | 30,7  | 25,1     | 19,6    | 12,5     | 5,4      | 18.2  |
| Temperatures mínimes  | -3,9  | -3,3   | 1,0  | 6.1   | 10,3 | 13,1 | 15,0   | 14,5  | 11,1     | 6,3     | 1,1      | -2,9     | 5,7   |
| Pluja                 | 48    | 45     | 42   | 52    | 68   | 65   | 54     | 36    | 38       | 59      | 62       | 55       | 624   |
| Font: STRINGMETEO.COM |       |        |      |       |      |      |        |       |          |         |          |          |       |

## Demografia
| Anys     | 1880 | 1892  | 1900  | 1910  | 1920  | 1926  | 1934  | 1946  | 1956  | 1969  | 1975  | 1978  | 1982  | 1985  | 1988  | 1992  | 2000  | 2010  |
| Població | 9590 | 11383 | 12042 | 13748 | 14887 | 15440 | 16241 | 19309 | 25025 | 43001 | 48239 | 51147 | 54657 | 54111 | 55620 | 57106 | 50562 | 50671 |

## Galeria

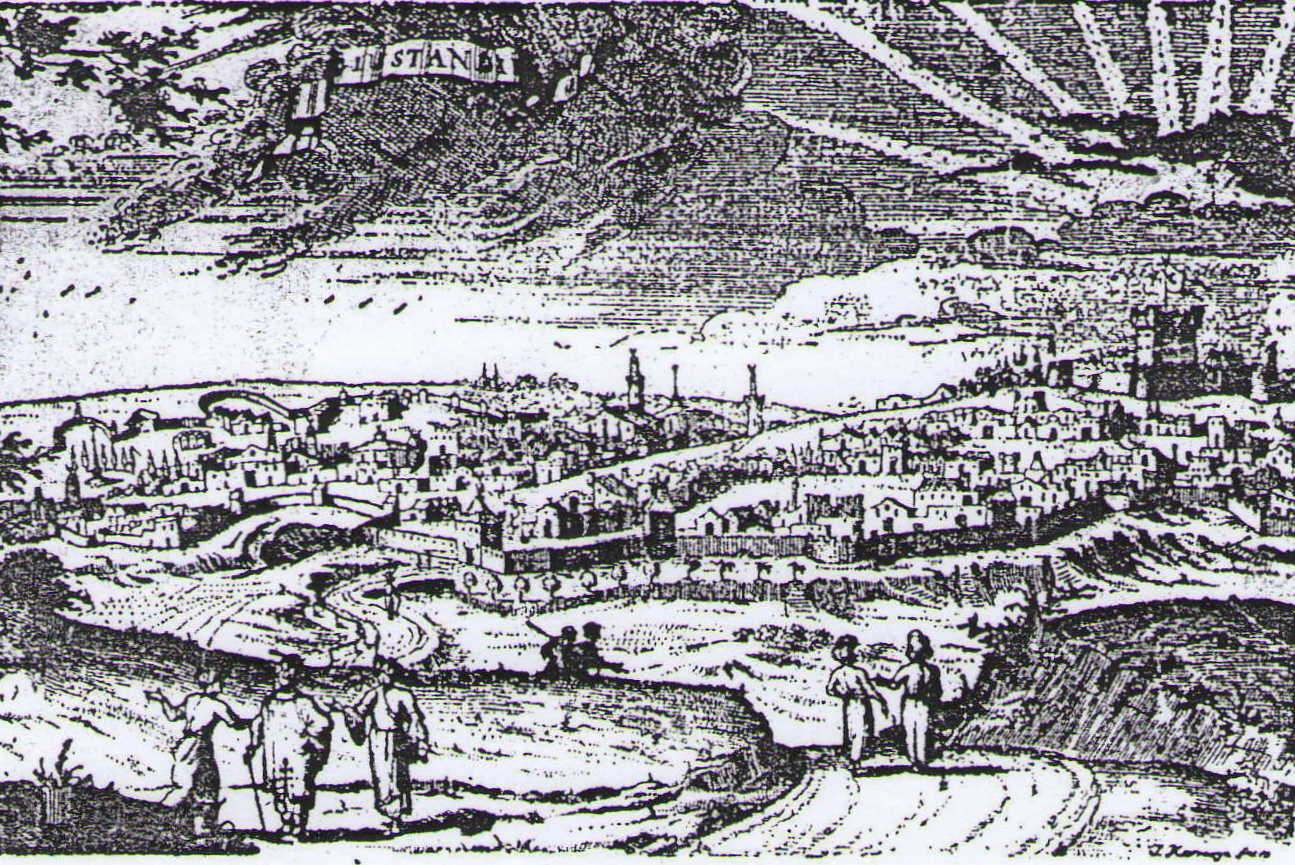
Dibuix de la ciutat el 1690
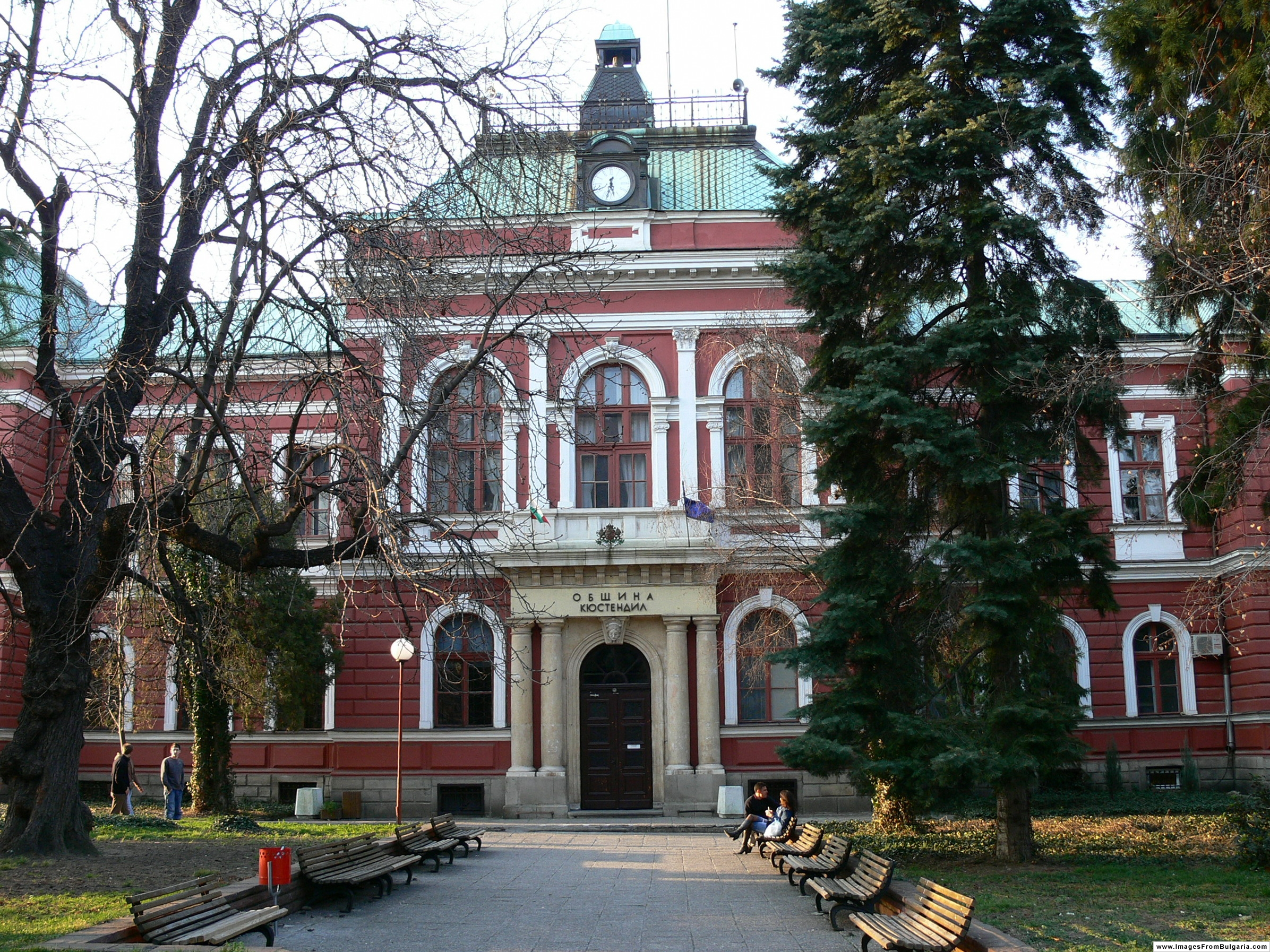
Sala de la Municipalitat
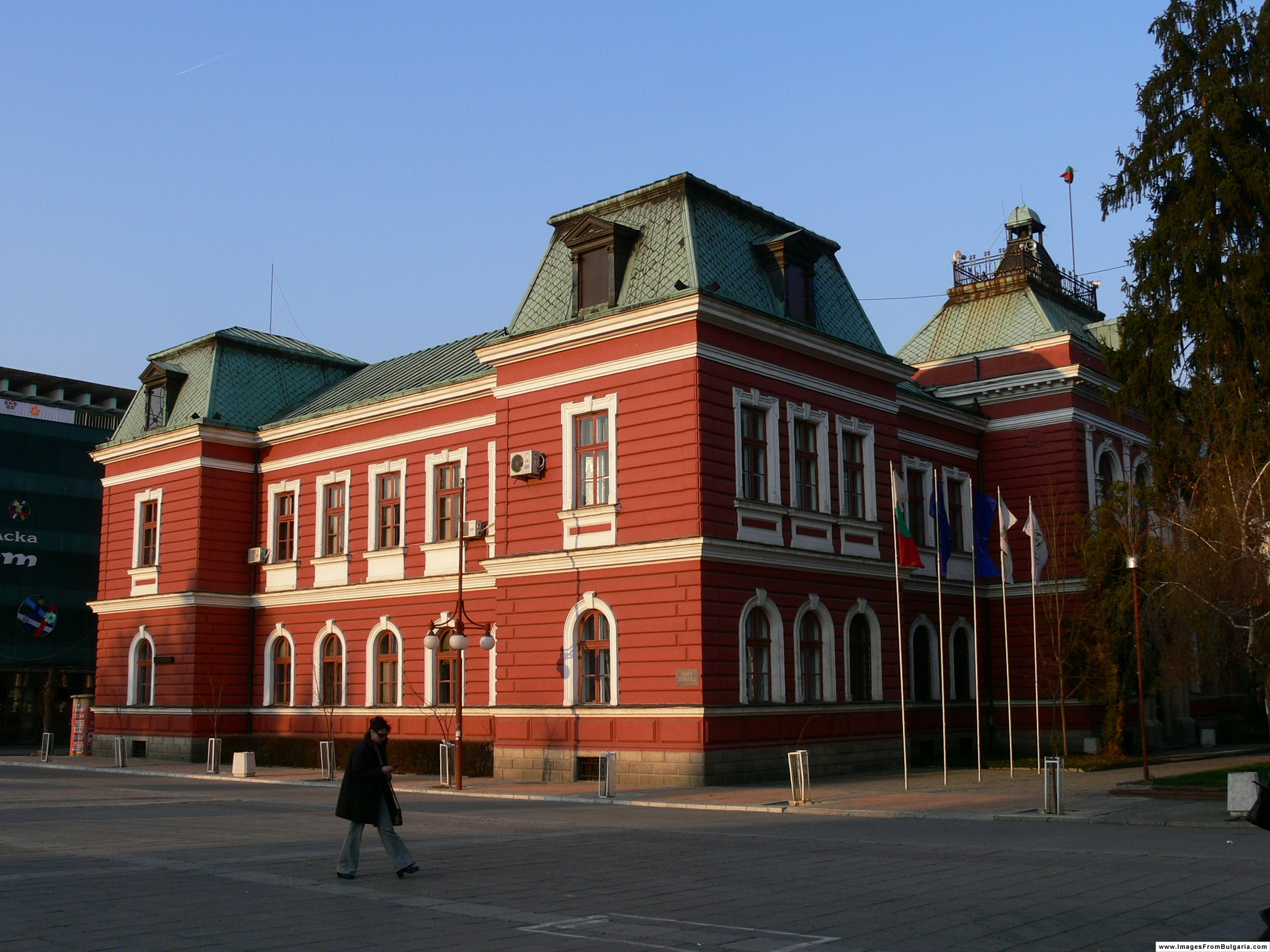
Sala de la Municipalitat
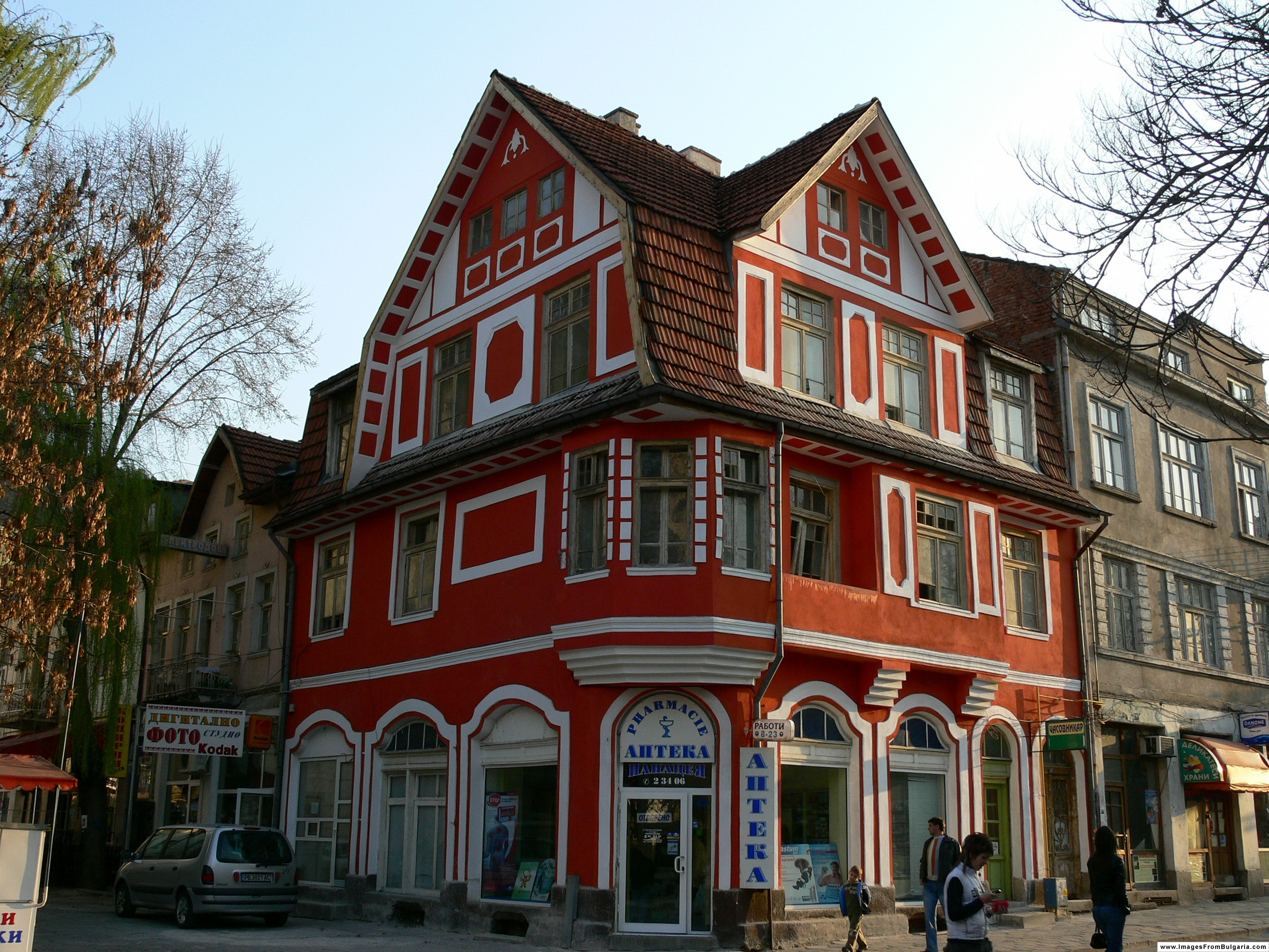
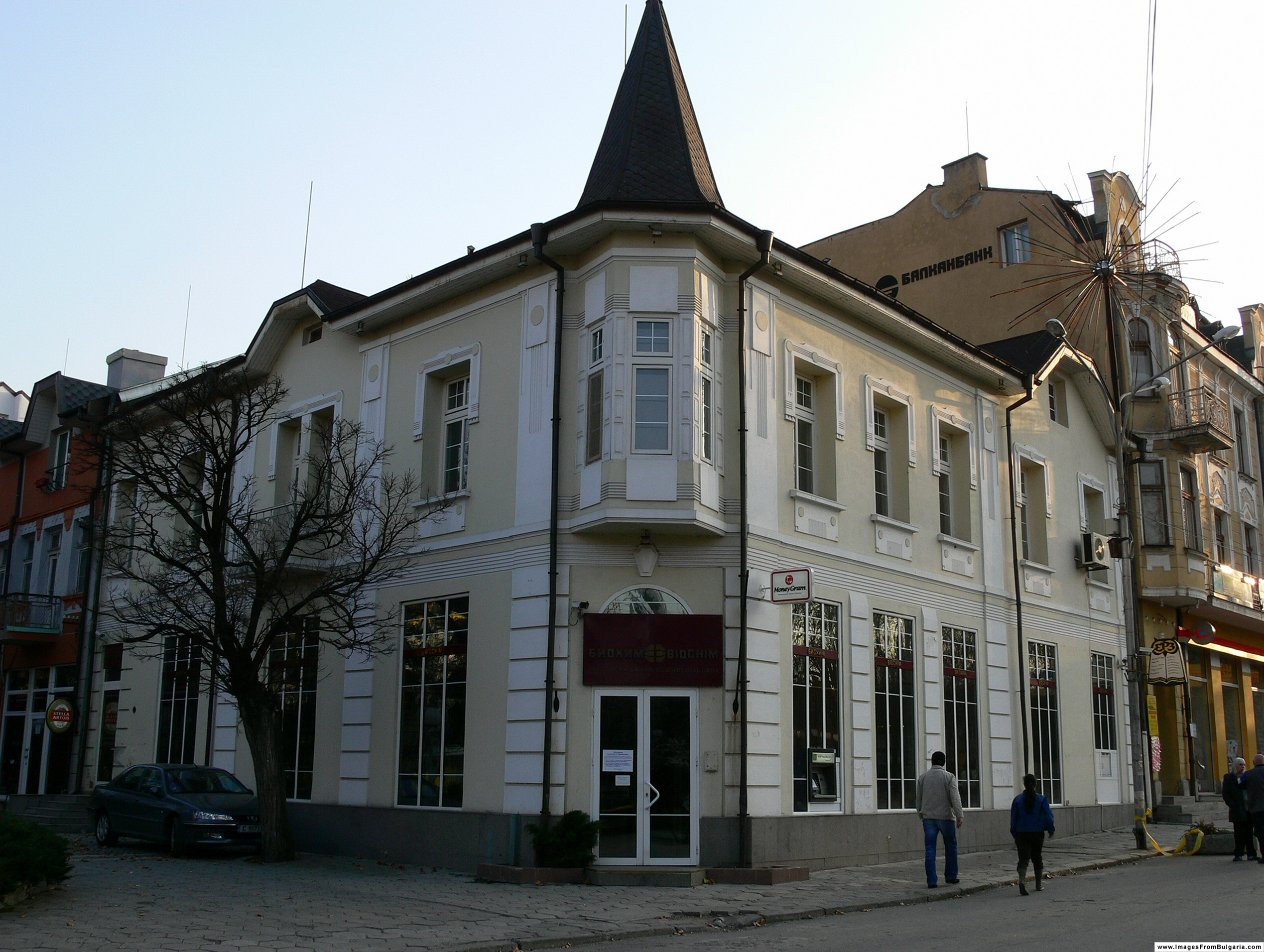
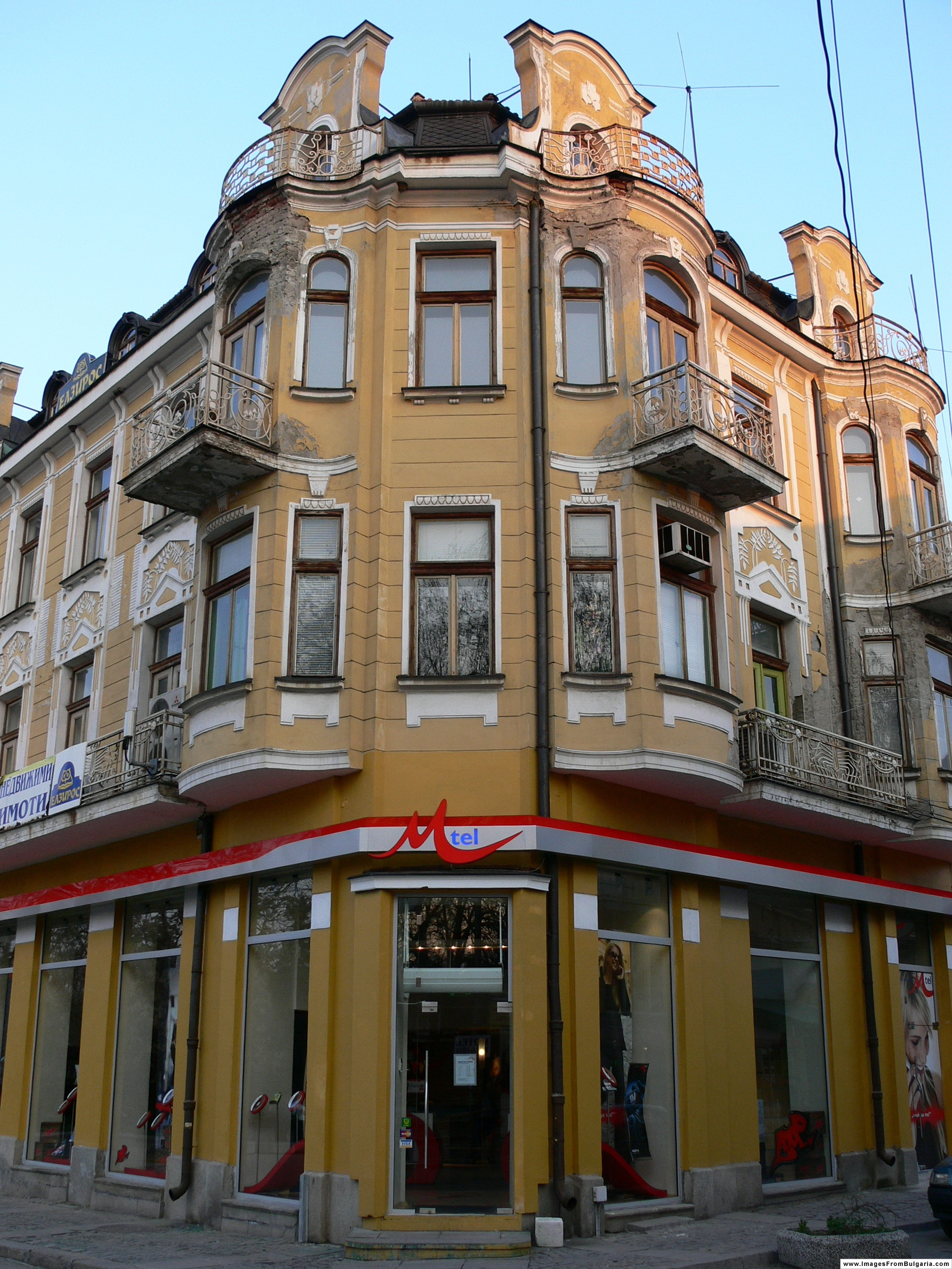
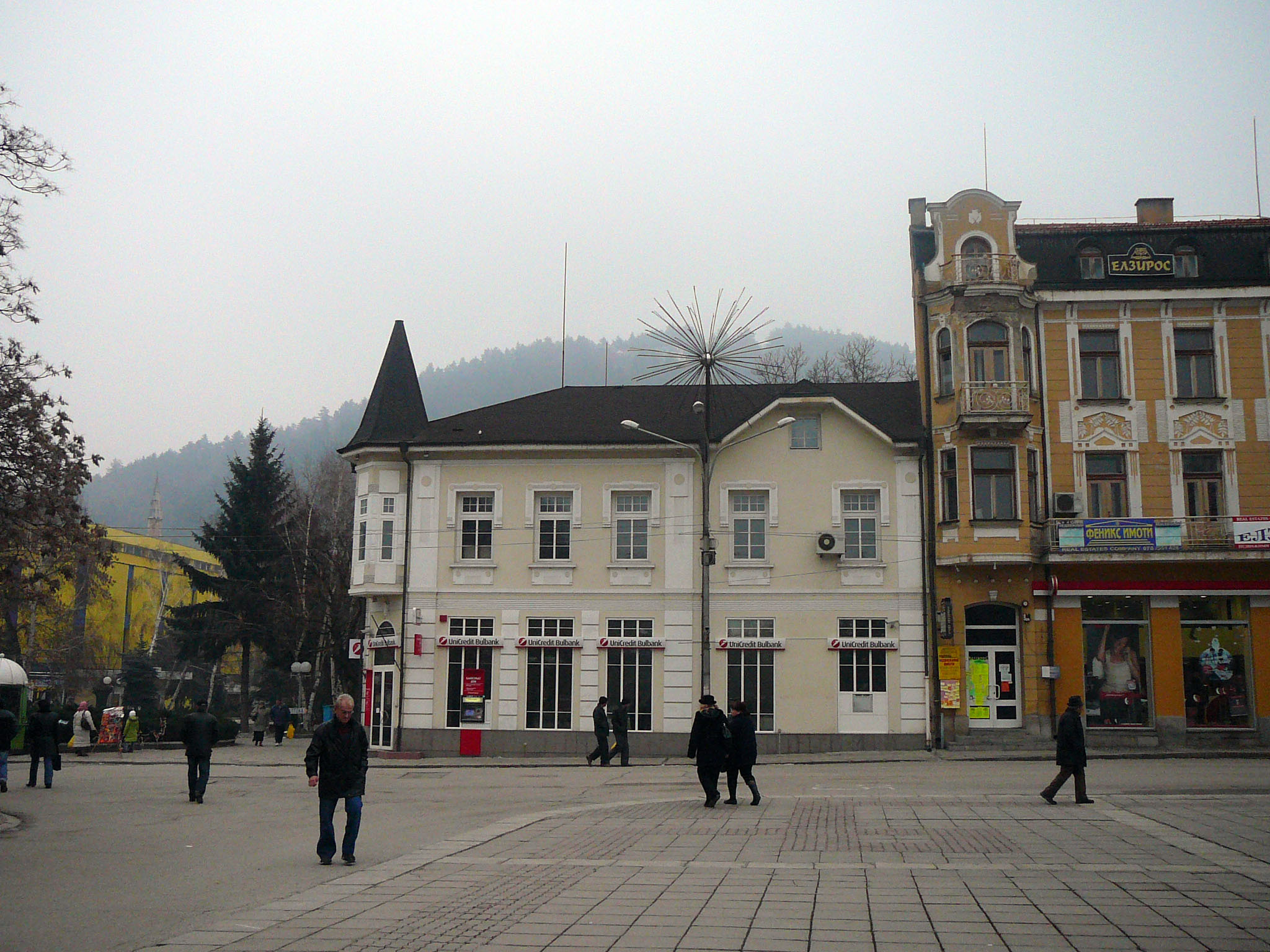
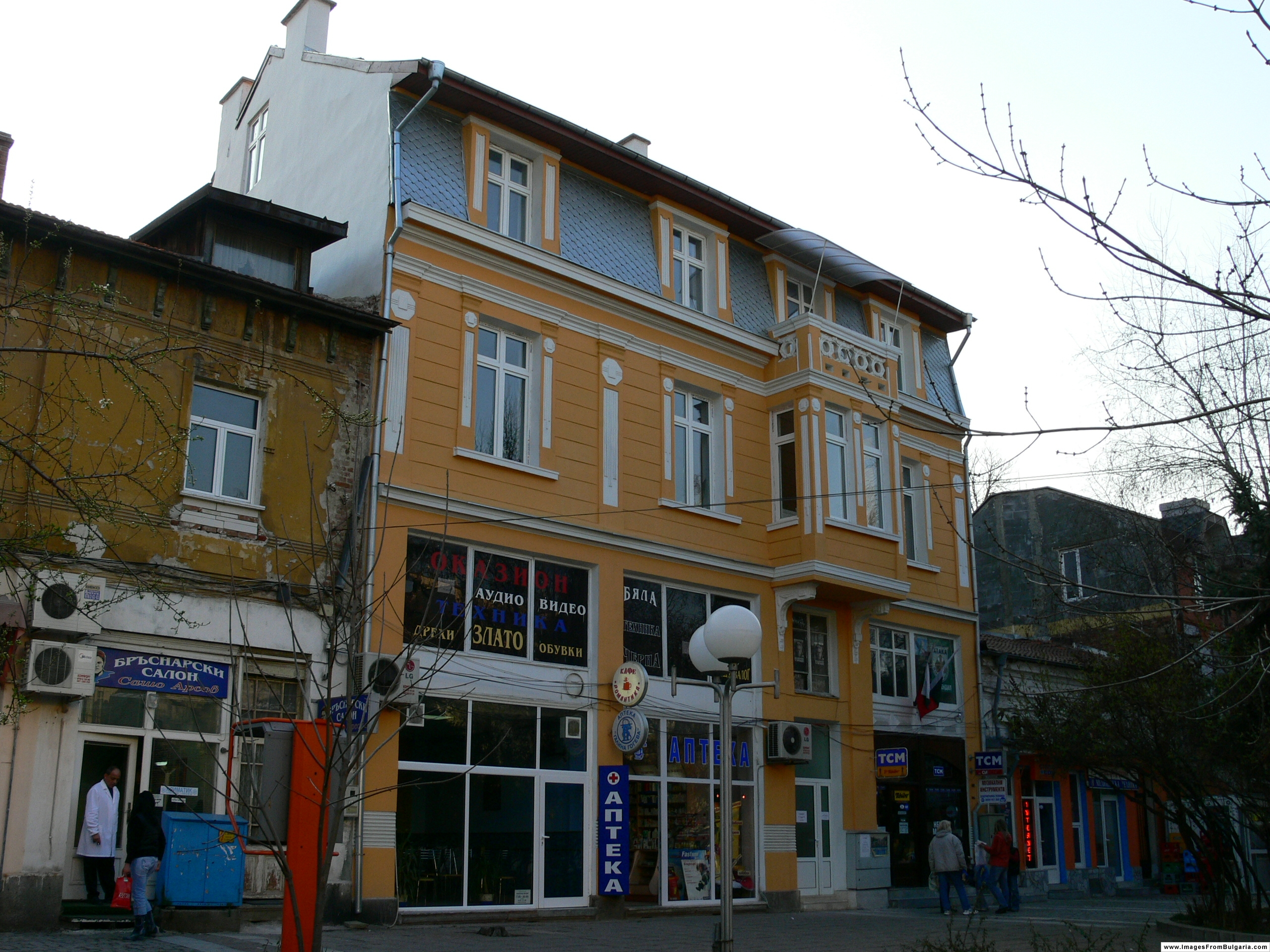
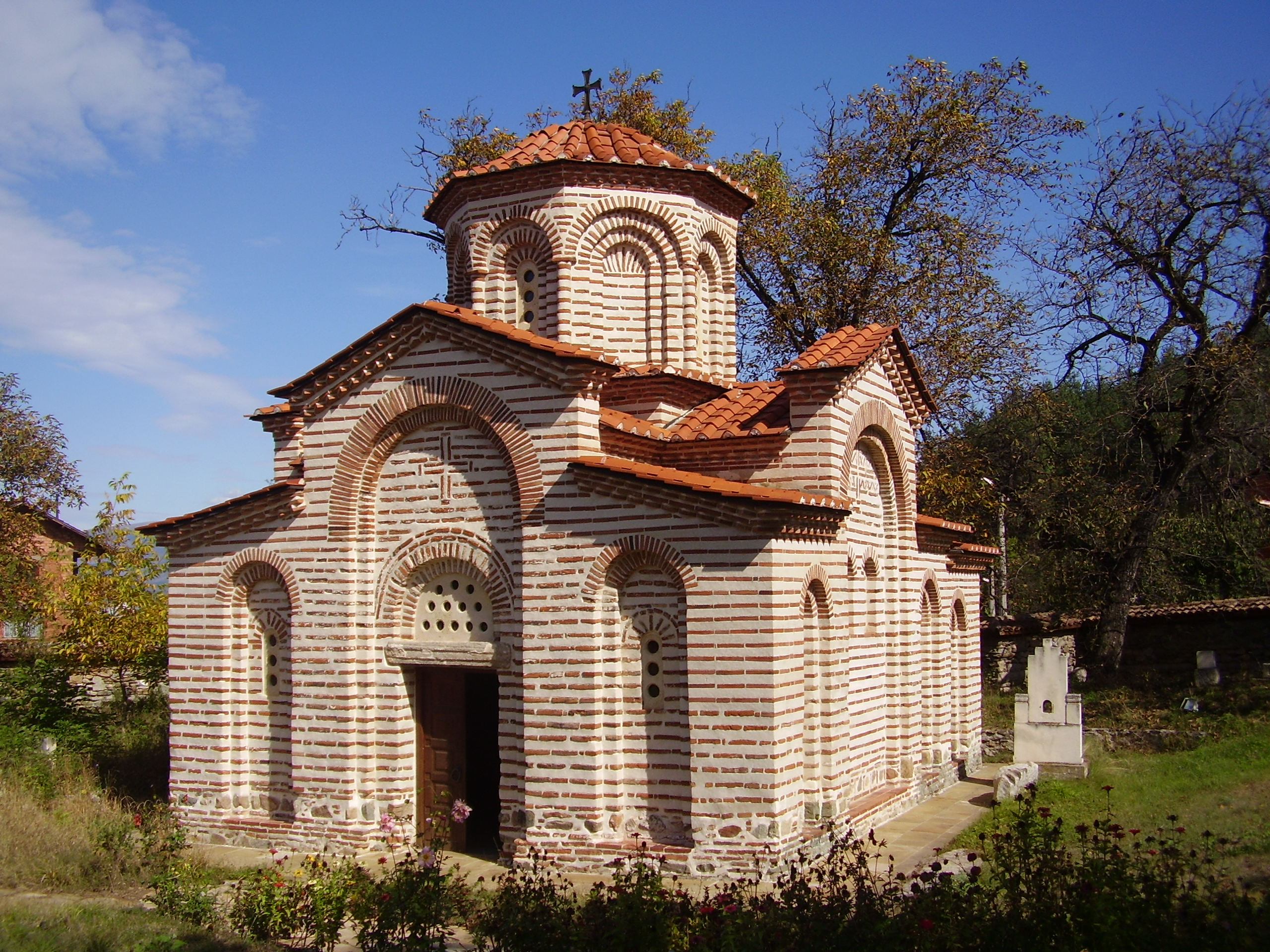
Església de Sant Jordi del segle xi a Kolusha
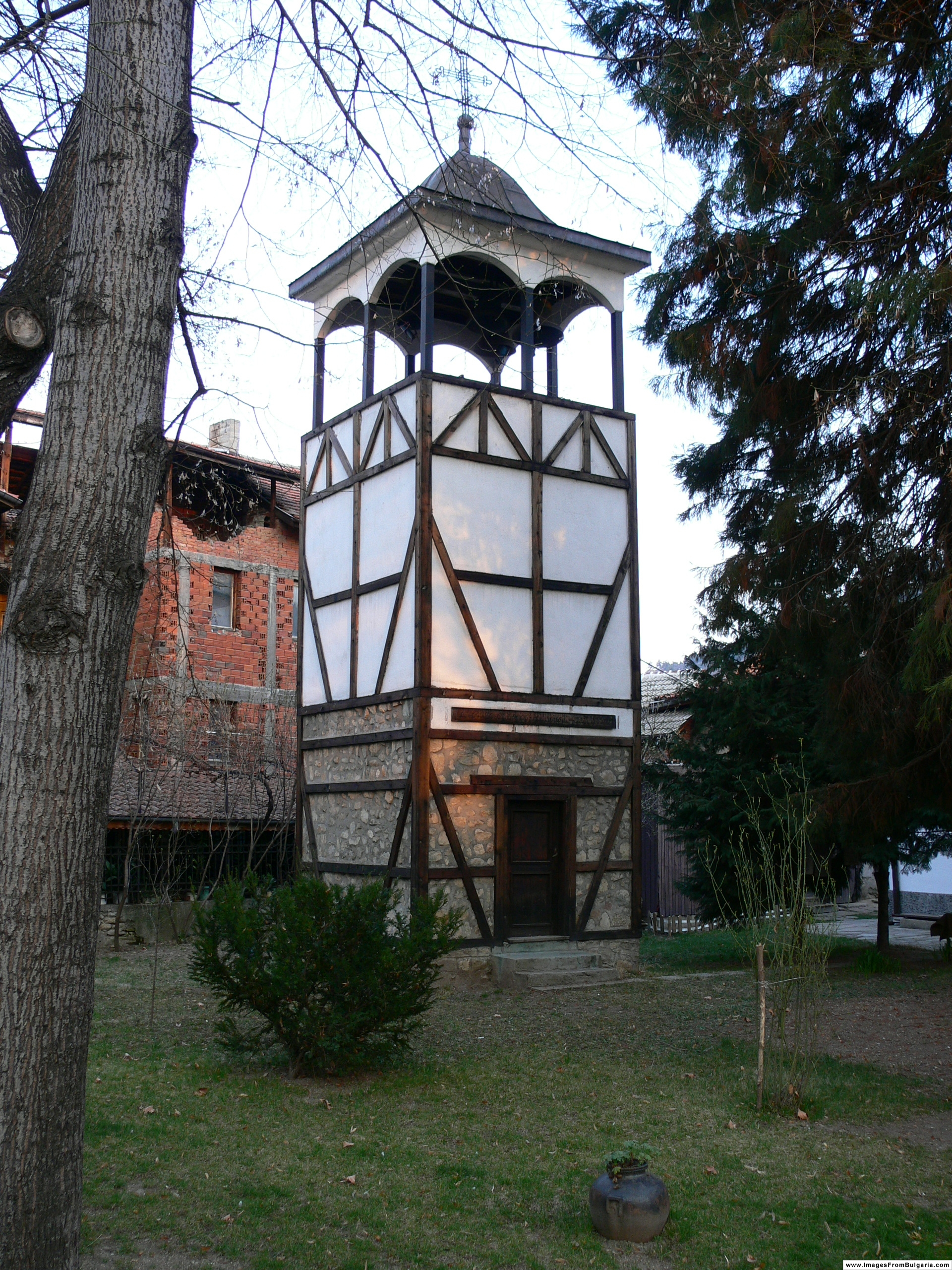
Torre de fusta
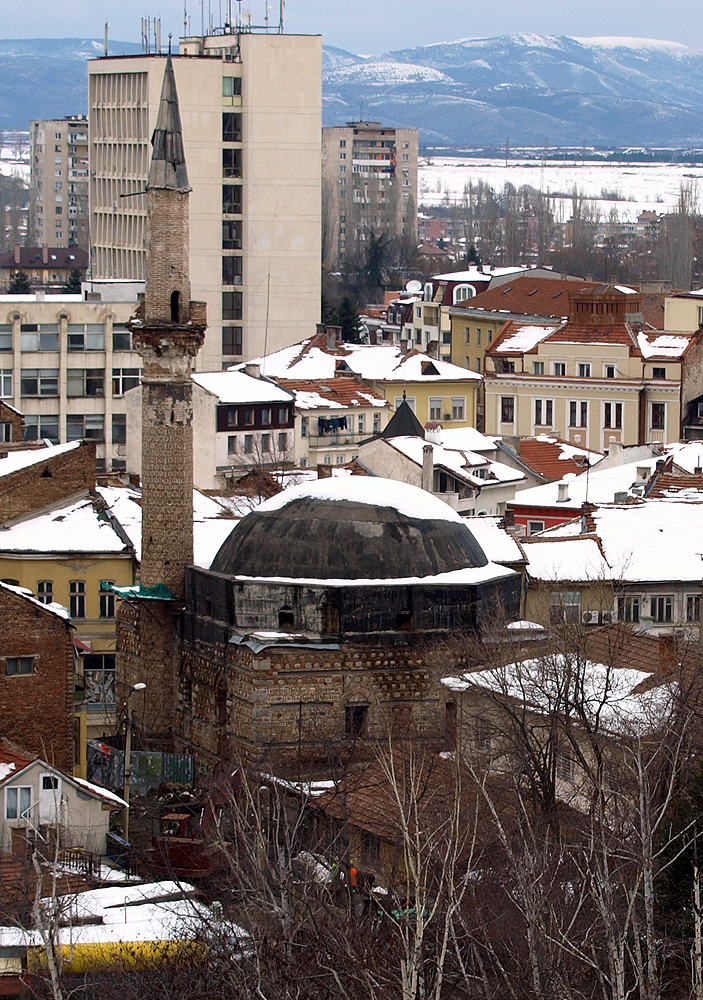
Mesquita de Fatih Mehmet del segle XV
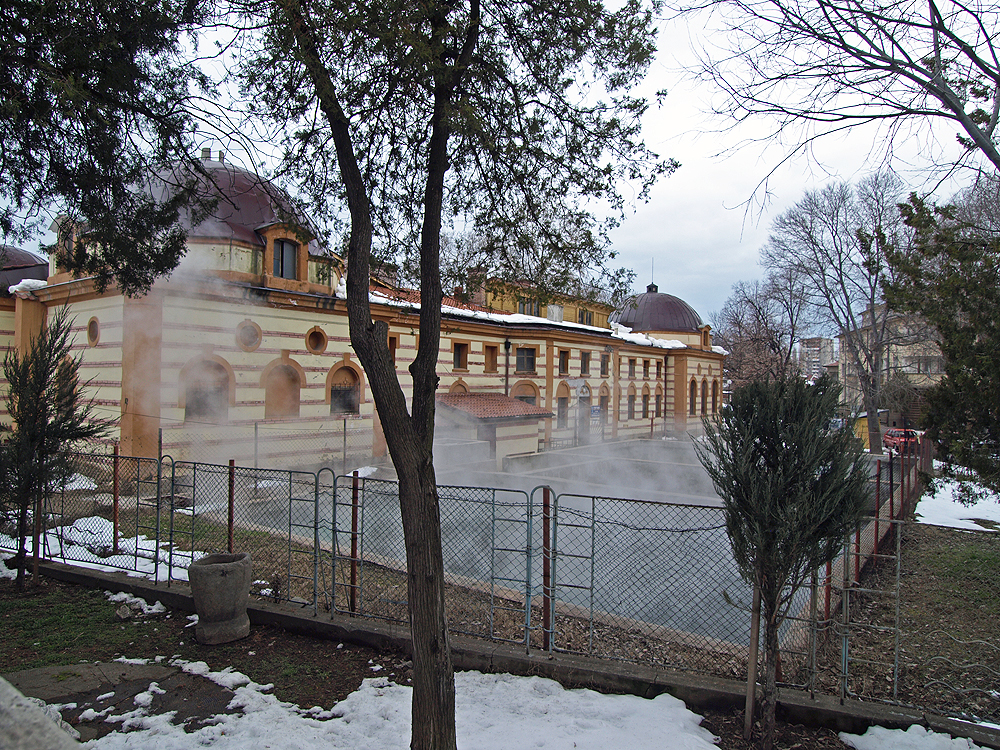
Banys Cifte Spa
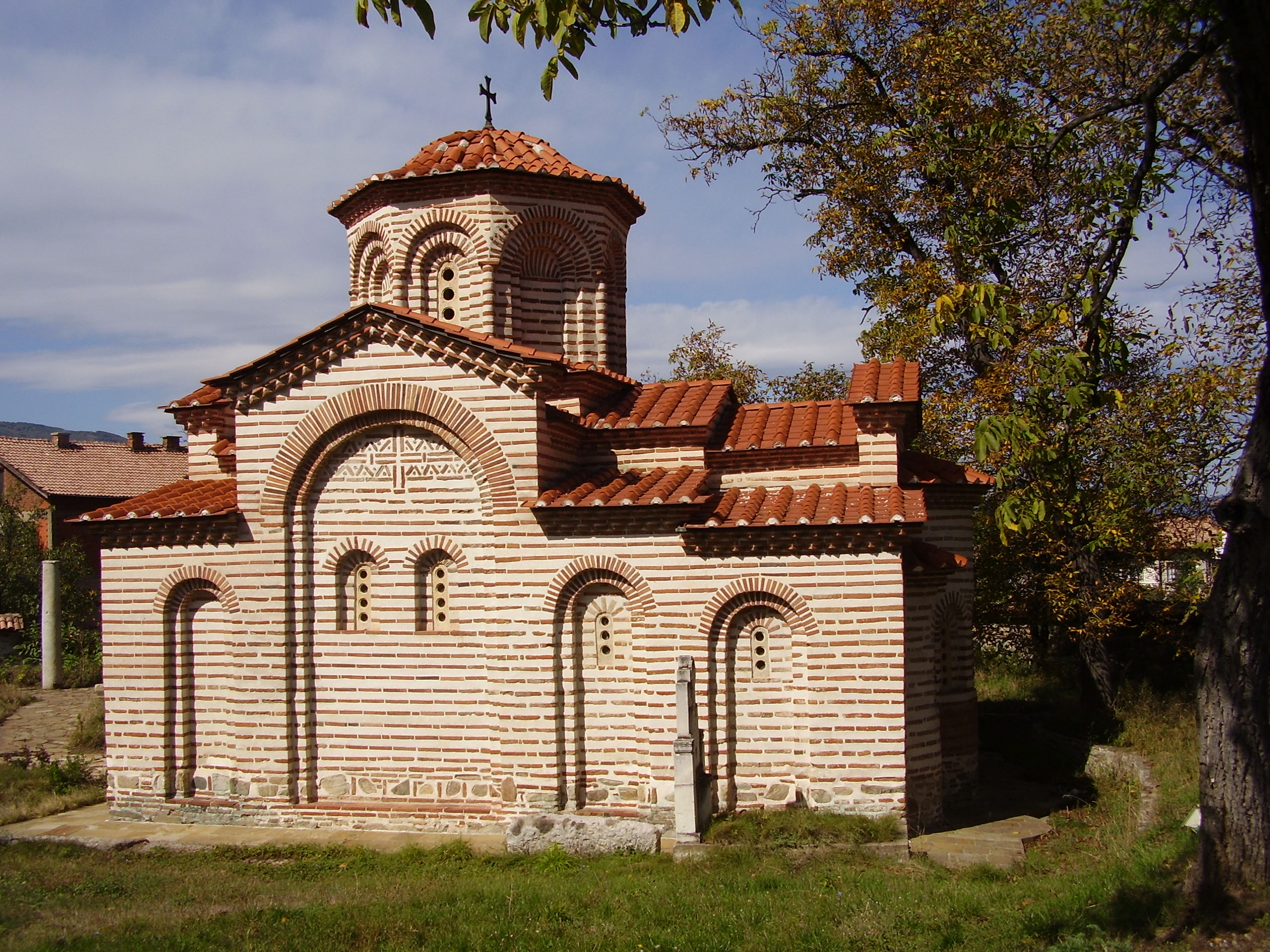
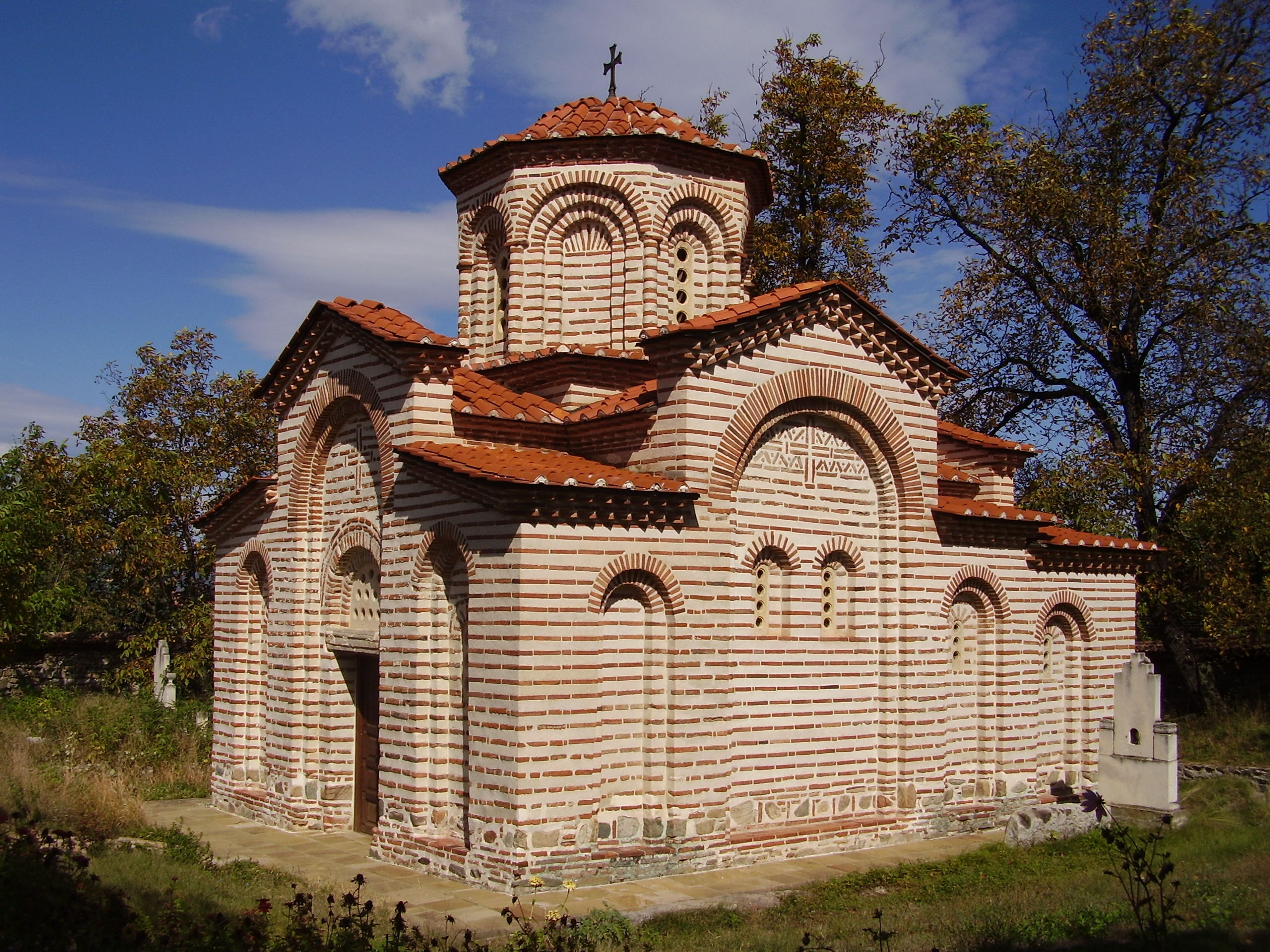
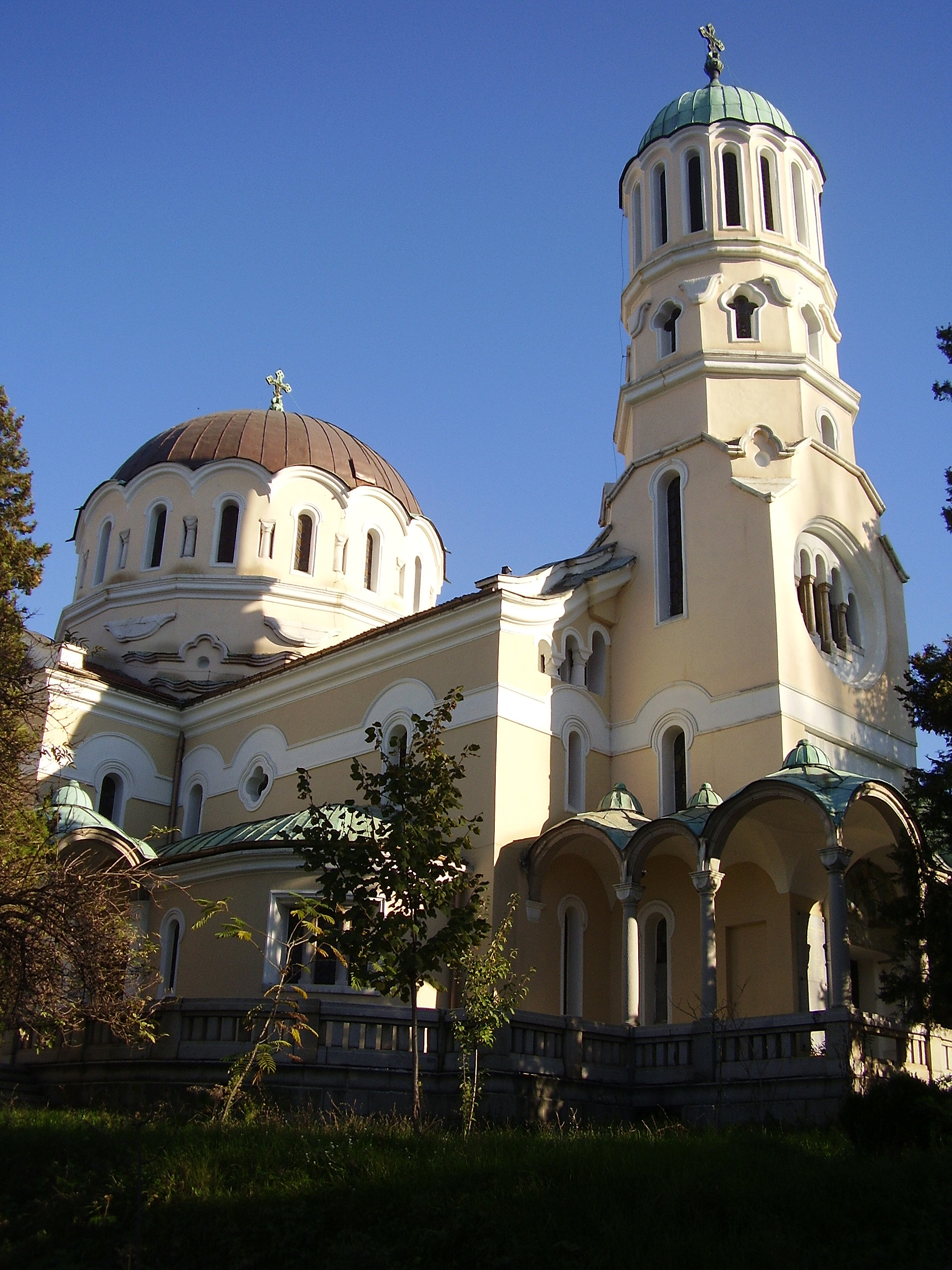
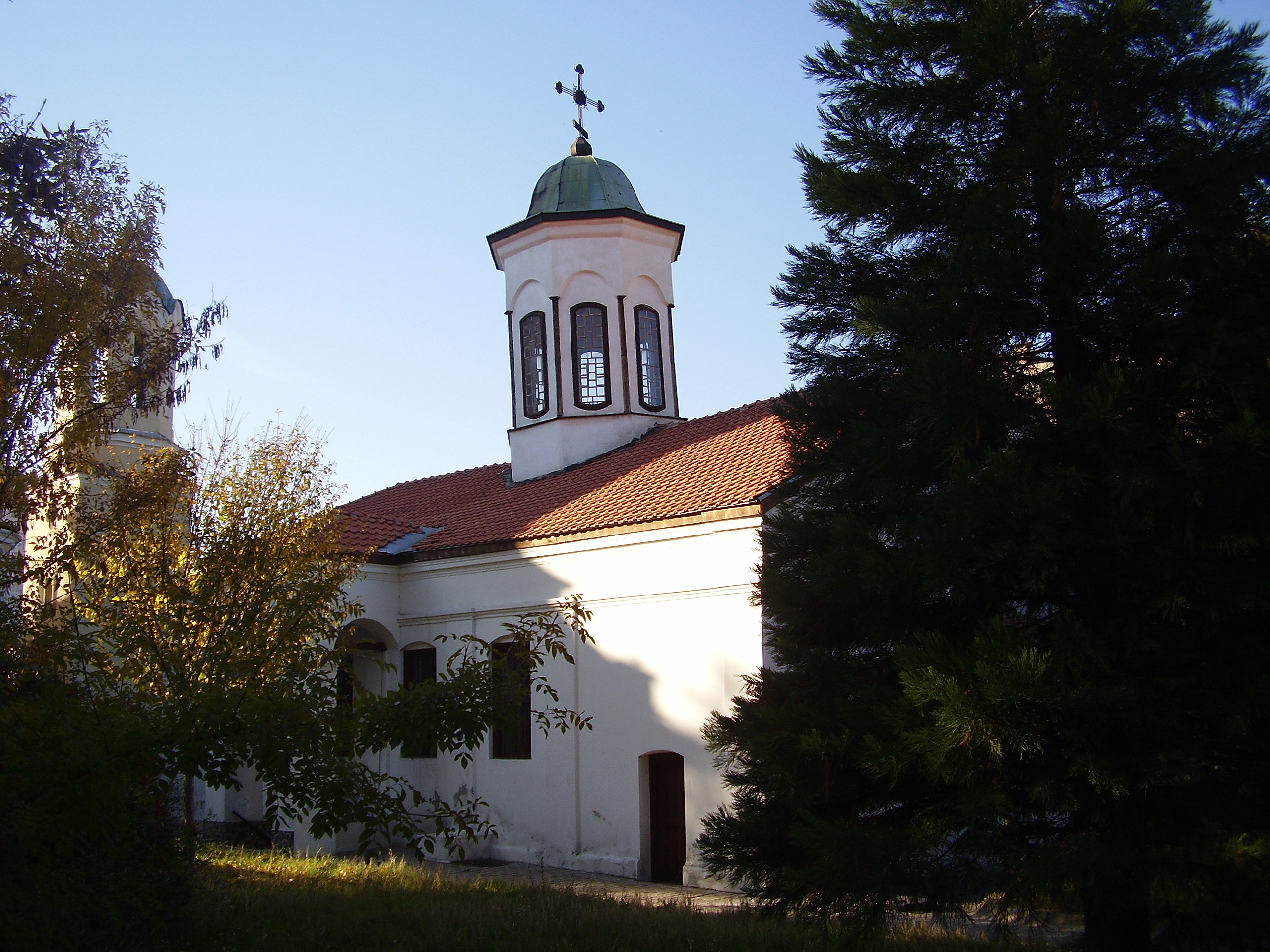
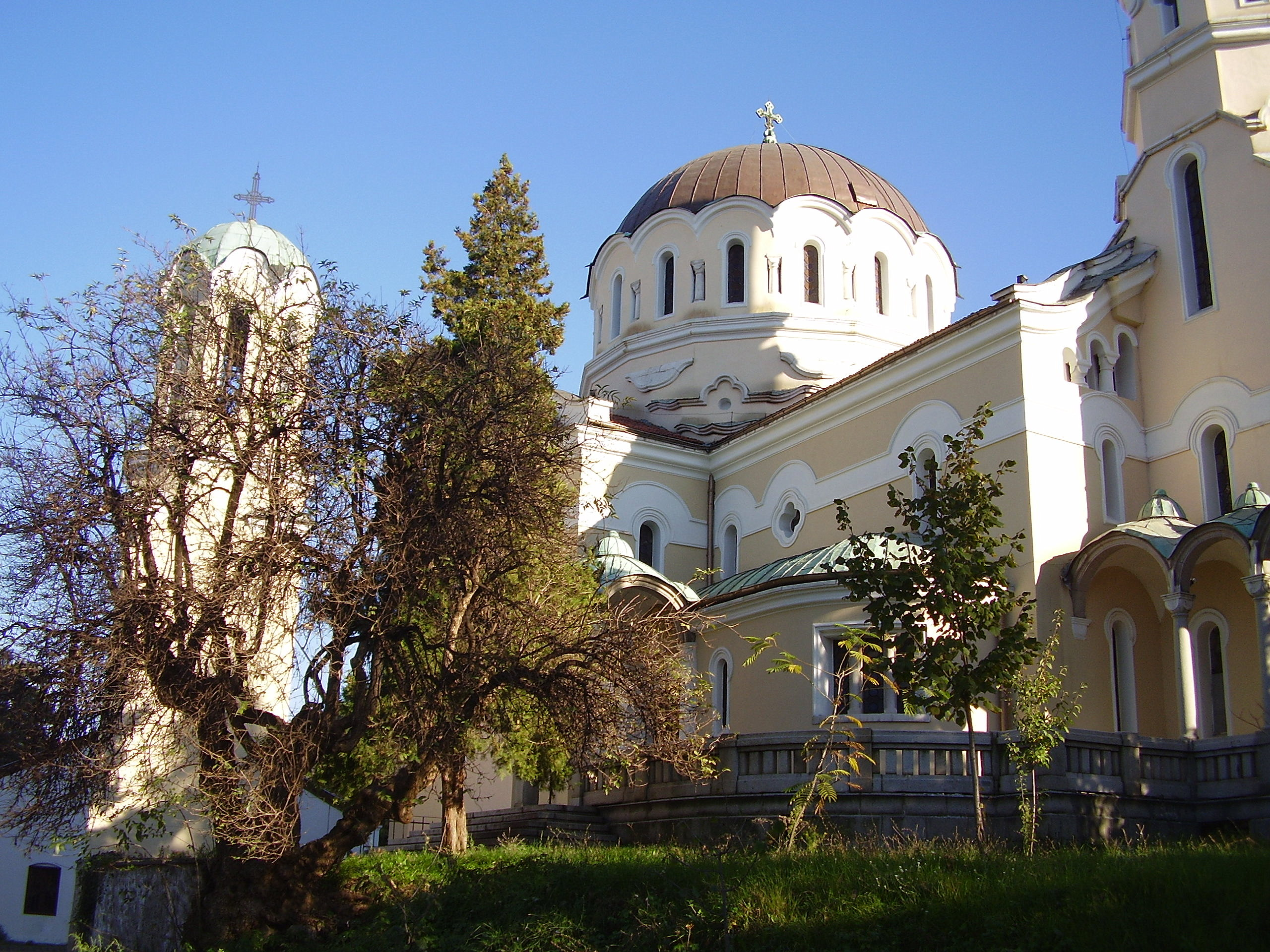
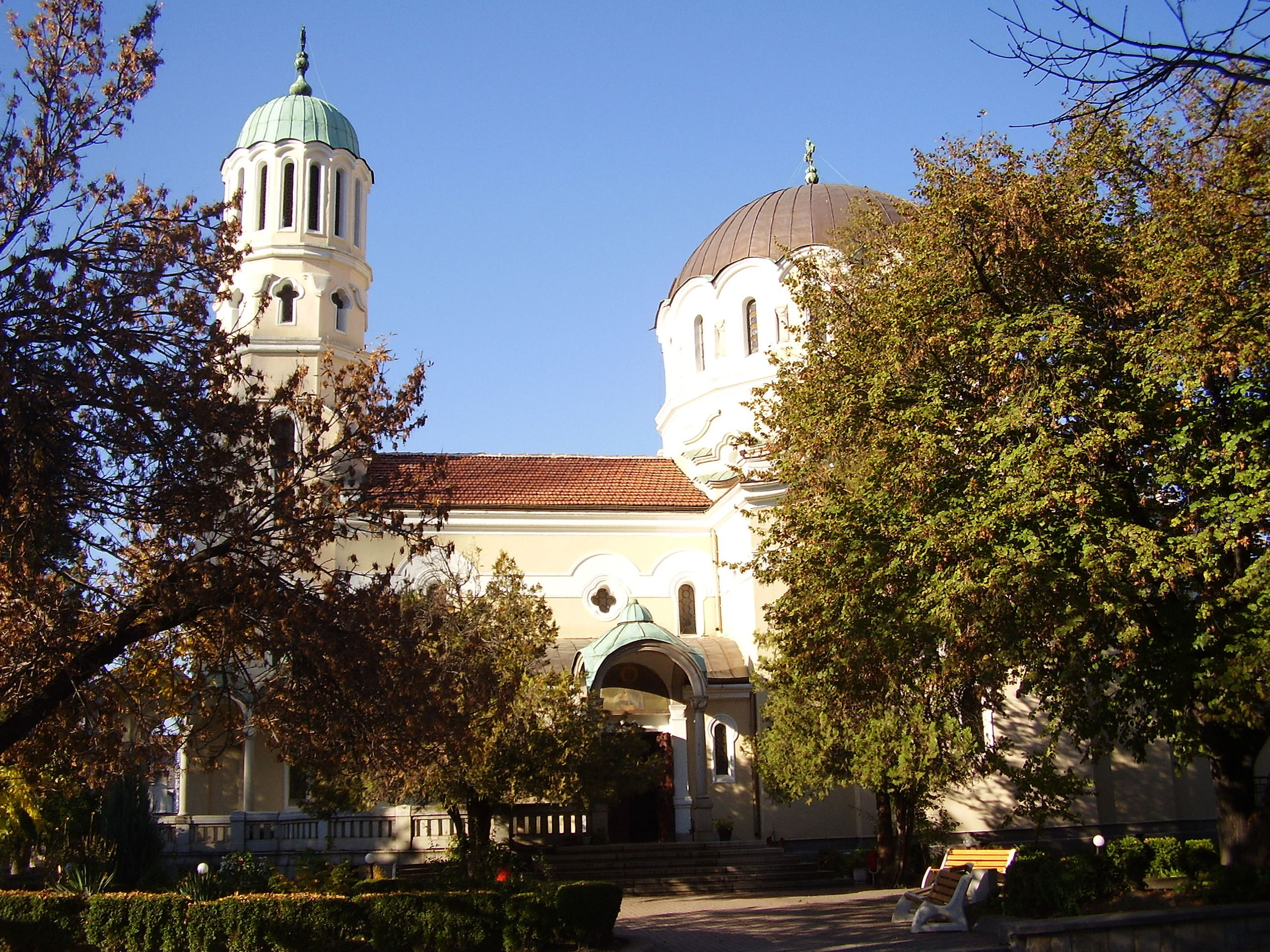
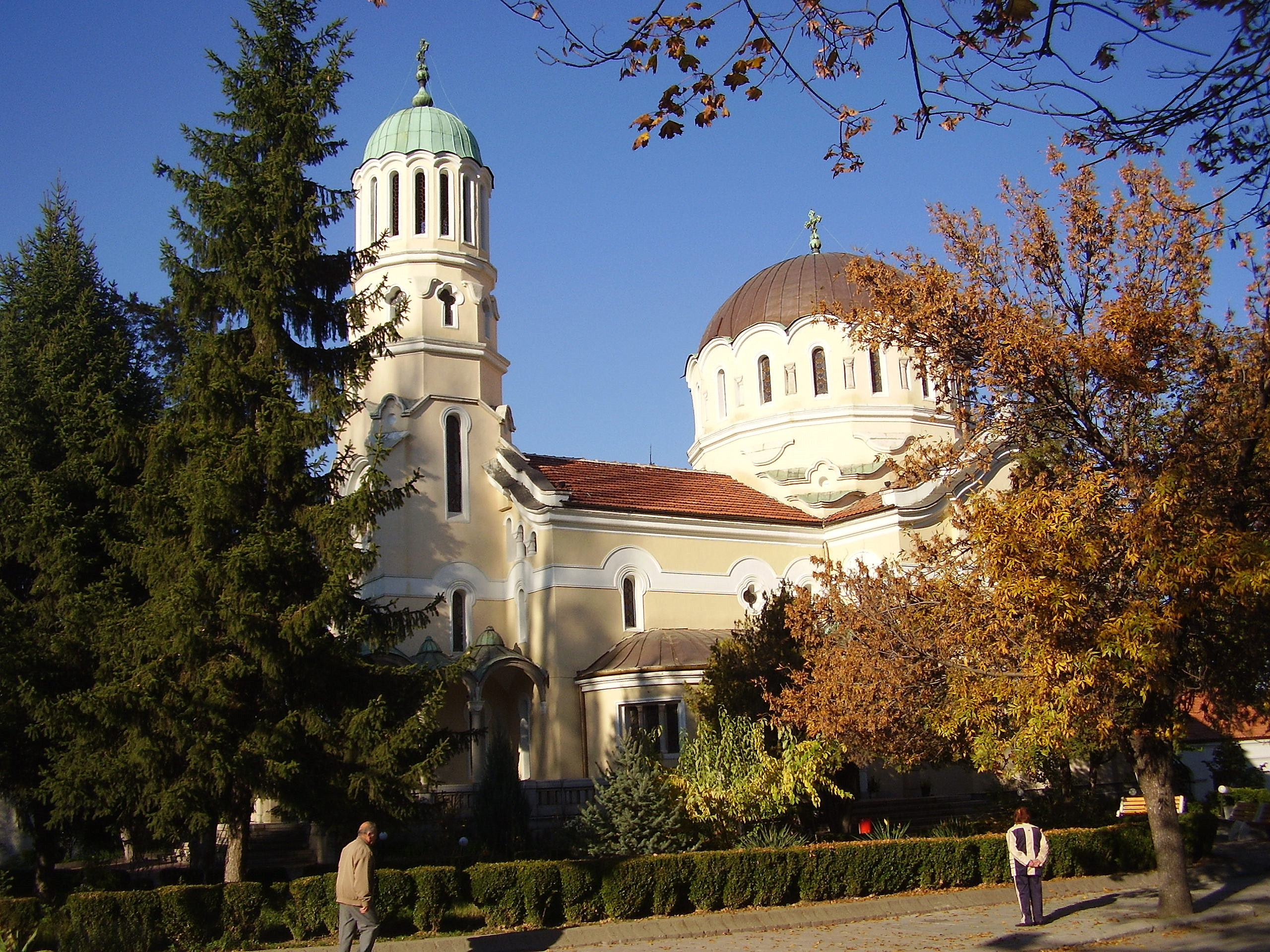
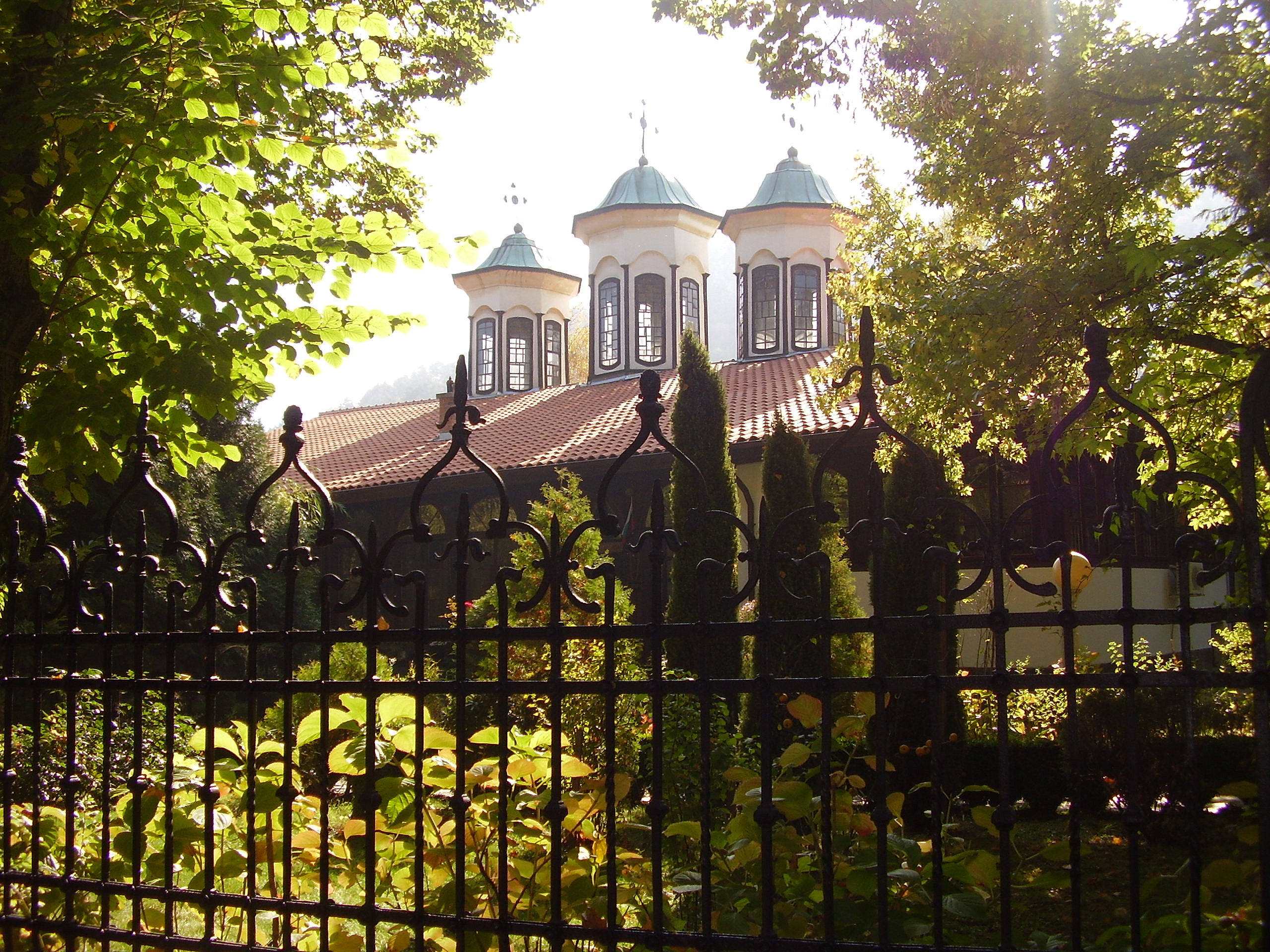